# Сорокин-Ковалёв, Фёдор Данилович
Фёдор Данилович Сорокин (15 (27) февраля 1886, Борисовка, Усманский уезд, Тамбовская губерния — 30 июля 1941, Коммунарка) — эсер, член Центрального бюро ПСР в 1919—1920 годах.

## Биография
Родился в крестьянской семье, получил среднее образование. В 1905—1907 годах (или в 1908—1912 годах) служил на флоте, в 1907–1914 годах продолжал заниматься сельским хозяйством. Был членом ПСР с 1909 года. 
Во время Первой мировой войны служил матросом на Балтийском флоте в Гвардейском экипаже. 
После Февральской революции 1917 года вернулся на родину, и на губернском крестьянском съезде Тамбовской губернии был избран депутатом в Исполком Совета крестьянских депутатов. 28 ноября 1917 года в Добринке его избрали уездным комиссаром и председателем крестьянского совета. В декабре 1917 года был арестован «за оказание противодействия Октябрьской революции». В апреле 1918 года был освобожден, жил в Воронеже и работал там в местной организации партии эсеров. 
После начала восстания чехословацкого корпуса в июне 1918 года прибыл в Самару, был сотрудником Политического отдела Комуча в Хвалынске и Ижевске. 
После колчаковского переворота в ноябре 1918 жил нелегально в Новониколаевске и Владивостоке, где продолжал работать в местных организациях эсеров. В 1919-1920 годах был членом Центрального бюро ПСР. 

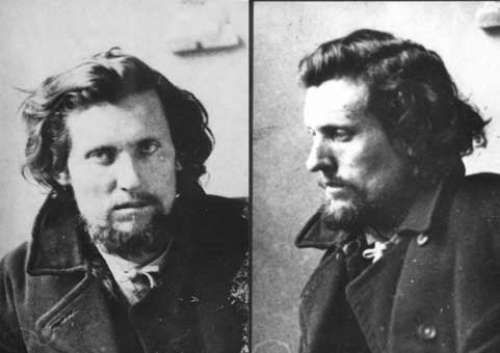
Ранняя тюремная фотография

Летом 1919 года морским путем прибыл в Тифлис, где принимал участие в работе Комитета освобождения Черноморской губернии. 
В июне 1920 был арестован как эсер Новороссийской ЧК и отправлен в ВЧК в Москву. В сентябре 1920 года был освобожден, поступил на работу агентом в Главтабак. Участвовал в работе московской организации ПСР. 
Во время операции ВЧК по «правым социалистам-революционерам» в Москве в марте 1921 года скрылся при попытке ареста и перешел на нелегальное положение. В конце марта 1921 года попал в засаду на квартире члена ЦК ПСР Ф.Ф. Федоровича, но смог бежать. 20 апреля 1921 года был арестован засадой в квартире члена ЦК ПСР Л.Я. Герштейна. В 1922 году был сослан в Нижний Новгород. В 1923 году был вновь арестован по обвинению в побеге и подпольной деятельности, после чего в 1925 году был приговорен к заключению в Соловецком лагере особого назначения. В марте 1927 году держал голодовку, затем пытался покончить с собой. После освобождения в августе 1929 года Сорокин был сослан в Самарканд, а в 1931 году — в Петропавловск (Казакская АССР). 
14 июня 1939 года был вновь арестован в Алма-Ате и 7 июля 1941 года Военной коллегией Верховного Суда СССР по обвинению в контрреволюционной деятельности был приговорен к расстрелу. Был расстрелян 30 июля 1941 года. Место захоронения — Коммунарка. Реабилитирован 31 мая 1991 года.